# Ludwig von Rönne
Ludwig Moritz Peter von Rönne (Glückstadt (Holstein), 1804. október 18. – Berlin, 1891. december 22.) német jogtudós, Friedrich von Rönne jogász és politikus testvére.

## Életútja
A jogot 1822-től Bonnban és Berlinben tanulta. 1842-ben a hirschbergi országos törvényszék igazgatója, 1836-ban boroszlói főtörvényszéki bíró volt, 1859-ben a glogaui főtörvényszék alelnöke, 1861-ben pedig országgyűlési képviselő.

## Nevezetesebb munkái
- Das Verfassungsrecht des Deutschen Reichs (Glogau 1872, 2. kiad.);
- Das Staatsrecht des Deutschen Reiches (uo. 1876-1877, 2 kötet, a német államjognak első rendszeres összeállítása);
- Das allgemeine Berggesetz für die preussischen Staaten (Berlin, 1887).